# Pearl (Mississippi)
Pour les articles homonymes, voir Pearl.
Pearl est une ville située dans le comté de Rankin, dans l’État du Mississippi aux États-Unis. Lors du recensement de 2010, sa population s’élevait à 25 092 habitants.
Elle est traversée par les Interstate highways I-20 et I-55 et les U.S. Routes 49 et 80.

## Source
- (en) Cet article est partiellement ou en totalité issu de l’article de Wikipédia en anglais intitulé « Pearl, Mississippi » (voir la liste des auteurs).